# Nashville 420 1971
Nashville 420 1971 var ett stockcarlopp ingående i Nascar Winston Cup Series (nuvarande Nascar Cup Series) som kördes 24 juli 1971 på den 0,596 mile (959,170 meter) långa ovalbanan Nashville Speedway i Nashville i Tennessee. Totalt avverkades 250.320 miles (402.851 km) fördelat på 420 varv. Banunderlaget var asfalt. Loppet vanns av Richard Petty i en Plymouth på tiden 2:47.30 körande för Petty Enterprises. Pettys snitthastighet var 89,667 mph. Han var vid målgång ensam förare på ledarvarvet, fyra varv före tvåan James Hylton. Det var Pettys 133:e vinst av totalt 200 i karriären. Prispotten uppgick till 20 980 dollar, varav 4 325 dollar gick till segraren. Publikantalet uppgick till 18 500 personer.

## Resultat
| Plc     | Nr | Förare            | Team/ bilägare            | Konstruktör | Start | Varv | Ledda varv |
| ------- | -- | ----------------- | ------------------------- | ----------- | ----- | ---- | ---------- |
| 1       | 43 | Richard Petty     | Petty Enterprises         | Plymouth    | 1     | 420  | 400        |
| 2       | 48 | James Hylton      | Hylton Engineering        | Ford        | 10    | 416  | 0          |
| 3       | 72 | Benny Parsons     | DeWitt Racing             | Mercury     | 9     | 416  | 0          |
| 4       | 26 | Earl Brooks       | Brooks Racing             | Ford        | 11    | 411  | 0          |
| 5       | 70 | J.D. McDuffie     | McDuffie Racing           | Mercury     | 7     | 403  | 0          |
| 6       | 30 | Walter Ballard    | Ballard Racing            | Ford        | 25    | 398  | 0          |
| 7       | 23 | Jabe Thomas       | Robertson Racing          | Plymouth    | 19    | 385  | 0          |
| 8       | 19 | Henley Gray       | Gray Racing               | Ford        | 29    | 379  | 0          |
| 9       | 76 | Ben Arnold        | Arnold Racing             | Ford        | 8     | 375  | 0          |
| 10      | 28 | Bill Hollar       | Brooks Racing             | Ford        | 27    | 375  | 0          |
| 11      | 8  | Ed Negre          | Negre Racing              | Ford        | 6     | 374  | 0          |
| 12      | 41 | Ken Meisenhelder  | Ken Meisenhelder          | Chevrolet   | 20    | 359  | 0          |
| 13      | 7  | Dean Dalton       | Dalton Racing             | Ford        | 5     | 329  | 0          |
| 14      | 73 | Jerry Churchill   | Churchill Motorsports     | Ford        | 21    | 323  | 0          |
| 15      | 79 | Frank Warren      | Warren Racing             | Dodge       | 24    | 249  | 0          |
| 16      | 24 | Cecil Gordon      | Gordon Racing             | Mercury     | 3     | 236  | 0          |
| 17      | 64 | Elmo Langley      | Langley-Woodfield Racing  | Ford        | 4     | 167  | 0          |
| 18      | 10 | Bill Champion     | Champion Racing           | Ford        | 13    | 154  | 0          |
| 19      | 05 | David Sisco       | McGee Racing              | Chevrolet   | 12    | 141  | 0          |
| 20      | 34 | Wendell Scott     | Scott Racing              | Ford        | 26    | 121  | 0          |
| 21      | 96 | Richard Childress | Garn Racing               | Chevrolet   | 18    | 108  | 0          |
| 22      | 74 | Bill Shirey       | Bill Shirey               | Plymouth    | 16    | 102  | 0          |
| 23      | 58 | Robert Brown      | Allan Brown               | Chevrolet   | 15    | 73   | 0          |
| 24      | 40 | D.K. Ulrich       | Jasper Motorsports        | Ford        | 17    | 60   | 0          |
| 25      | 07 | Coo Coo Marlin    | Cunningham-Kelley         | Chevrolet   | 22    | 51   | 0          |
| 26      | 38 | Wayne Smith       | Wayne Smith               | Chevrolet   | 14    | 49   | 0          |
| 27      | 12 | Bobby Allison     | Bobby Allison Motorsports | Dodge       | 2     | 22   | 20         |
| 28      | 25 | Bill Seifert      | Robertson Racing          | Plymouth    | 28    | 9    | 0          |
| 29      | 67 | Dick May          | Ron Ronacher              | Ford        | 23    | 5    | 0          |
| Källor: |    |                   |                           |             |       |      |            |